# Dewiza herbowa
Dewiza heraldyczna – krótka, najczęściej łacińska sentencja - choć spotkać można i dewizy w językach narodowych - przekazująca ogólną mądrość, wyraźnie nawiązująca do ideologii rycerskiej i szlacheckiej.
Dewizy umieszczano zazwyczaj na wstęgach znajdujących się pod tarczą herbową, lub na postumencie trzymaczy. Jeśli w herbie występowały trzymacze bez postumentu, mogły one trzymać wstęgę z dewizą na przykład w szponach tylnych łap. Dewiza również stanowiła udostojnienie herbu, dlatego też rzadko spotykana jest w heraldyce polskiej przed wiekiem XVIII, a popularność zyskuje dopiero w czasach porozbiorowych. W czasach najnowszych, dewizy często spotykamy w herbach państwowych, zwłaszcza państw młodych, np. afrykańskich.
W herbach szkockich rodzin należących do klanów spotyka się podwójne dewizy -
umieszczone nad hełmem to zawołanie wojenne klanu, zwykle w języku gaelickim, zaś poniżej tarczy jest zwykła dewiza herbowa.

## Dewizy herbowe rodów polskich
Obejmuje również nobilitacje galicyjskie i rodziny uszlachcone przez zaborców
- A cruce salus - hrabiowie Szeptyccy h. własnego
- A magnis ad maiora - baronowie Moysa h. własnego
- Absequio et candore - Münnichowie h. własnego
- Ages - hrabiowie Uruscy h. Sas odmienny
- Allas armas - Marassé h. własnego
- Amor patriae nostra lex - hrabiowie Krasińscy h. Ślepowron odmienny, hrabiowie Szlubowscy h. Ślepowron
- Astra peti - hrabiowie Wodziccy h. Leliwa odmienna
- Avorum respice mores - hrabiowie Ledóchowscy h. Szaława
- Bądź co bądź - książęta Czartoryscy h. Pogoń
- Beatus qui utilis - Christiani h. Jarosław
- Bóg nam radzi - książęta Radziwiłłowie h. Trąby
- Bonum adipisti - baronowie Chłapowscy h. Dryja
- Candide et recte - hrabiowie Przeździeccy h. Roch III
- Cnota tylko jest szlachectwem - Bukowieccy h. Drogosław
- Coelestium in ira tutor - hrabiowie Radolińscy h. Leszczyc
- Cogita tum age - baronowie Mosch h. własnego
- Constanter pro Deo et patria - baronowie Pukalscy h. własnego
- Constantia et zelo - hrabiowie Pahlenowie h. własnego
- Crux mihi certa salus - hrabiowie Czarneccy h. Prus III
- Cum Deo - Sahankowie h. własnego
- Defensor fidei et patriae - hrabiowie Miączyńscy h. Suchekomnaty
- Dei servus sum - hrabiowie Ostrowscy h. Rawicz
- Deo auxiliante - baronowie Romaszkanowie h. własnego
- Deo duce - Politkowscy h. własnego
- Deo providente - Dietzowie h. własnego
- Deum cole, regem serva - Wołowscy h. Bawół II
- Ducit alit salvet - Tomarowie h. własnego
- Dulce est pro patria mori - hrabiowie Wolańscy h. Przyjaciel
- Dum spiro spero - Chomętowscy h. Bończa
- Durum patientia frango - hrabiowie Mierowie h. własnego
- Ehre Pflicht - Kasperowscy h. własnego
- Et arma pro cruce - hrabiowie Pusłowscy h. Szeliga odmienna
- Fide et perseverantia - baronowie Possinger h. własnego
- Fide patria, fide aucta - Kilianowie h. własnego
- Flamans pro recto - Lanckorońscy h. Zadora
- Frangas non flectat - hrabiowie Wielopolscy, margrabiowie Gonzaga-Myszkowscy h. Starykoń
- Frangitur nec flectatur - hrabiowie Mielżyńscy h. Nowina
- Fruchtlos und treu - Szeparowiczowie h. własnego
- Für Recht und Wahrheit - baronowie Schindlerowie h. własnego
- Hoc me glorifico - Kreutzowie h. własnego
- Honeste et publice - baronowie Ike h. Duninowski
- Honor et patria - hrabiowie Bielińscy h. Szeliga
- Humanitate dignitas - Kallirowie h. własnego
- In Deo spero - hrabiowie Krokowscy h. własnego
- In hoc signo vinces - O'Donellowie h. własnego
- In veritate victoria - baronowie Szymonowiczowie h. własnego
- Industriae et fidelitatis fructus - baronowie Kapri h. własnego
- Infrigit solido - hrabiowie Lasoccy h. Dołęga
- Integritate - Breuerowie h. własnego
- Integritate et caritate - Rozstoccy h. własnego
- Jure suo - Podhorscy h. własnego
- Khatsharisi - Teodorowiczowie h. Serce
- Labor - baronowie Kronenbergowie h. Strugi
- Labor omnia vincit - Mojchowie h. Labor
- Labore virtus, virtute gloria - hrabiowie Potuliccy h. Grzymała
- Lex et labor - Rzempołuscy h. Prawomir
- Meliori lubenter cedere - baronowie Lewińscy h. własnego
- Mors melior macula - hrabiowie Platerowie h. własnego
- Nec aspera terrent - Halbanowie h. własnego, hrabiowie Tyszkiewiczowie h. Leliwa
- Nec timide, nec tumide - hrabiowie Maltzan h. własnego
- Nemini praedae simus - hrabiowie Krasińscy h. Ślepowron odmienny
- Nescia fallere vita - Garszyńscy h. Gorawin
- Ni jamais, ni toujours - Renardowie h. własnego
- Nihil sine labore - baronowie Summerowie h. własnego
- Nil conscire sibi - książęta Lubomirscy h. Szreniawa
- Nil desperandum - hrabiowie Gurowscy h. Wczele
- Nisi Dominus frustra - panowie Kochańscy h. Lubicz
- Noli me tangere - baronowie Radoszewscy h. Oksza
- Omne trinum perfectum - Borchowie h. własnego
- Omnia ad honorem - hrabiowie Dunin-Borkowscy h. Łabędź
- Omnia labore - Blochowie h. własnego
- Omnia sub ictu cadent - hrabiowie Grabowscy h. Topór
- Omnibus in rebus assidue – Schlesinger h. własnego[1]
- Patriae impendere vitam - hrabiowie de Riviere d'Aerschot - Załuscy h. Junosza
- Patriam versus - książęta Lubomirscy h. Szreniawa, hrabiowie Stadniccy h. Szreniawa
- Paulatim summa petuntur - baronowie Kochanowscy h. własnego
- Per aldua ad alta - baronowie Budwińscy h. własnego
- Per Deum pro patria - hrabiowie Brzozowscy h. Belina
- Plus penser que dire - hrabiowie Taczanowscy h. Jastrzębiec
- Po trzy na gałąź - panowie Gryfici-Świebodzice[2]
- Pracą i prawdą - baronowie Goetz h. własnego
- Pro Deo et principe - baronowie Heniksteinowie h. własnego
- Pro patria et fide - hrabiowie Wiśniewscy h. Prus I
- Pro rege et patria - Korytowscy h. Mora
- Providentia et virtute - Sawiccy h. Nowina
- Qui Lescynsciorum genus ignorat, Poloniae ignorat - hrabiowie Leszczyńscy h. Wieniawa
- Quo via virtutis - hrabiowie Rzewuscy h. Krzywda
- Quorescumque cadunt stat linea recta - książęta de Ligne h. własnego
- Recte et fortiter - hrabiowie Batowscy h. Trzy Zęby, hrabiowie Husarzewscy h. własnego
- Rectitudine sto - Arndtowie h. Puchacz
- Salus per Christum - Younga h. własnego
- Sanguine et virtute - Kreutzowie h. własnego
- Sapere aude - baronowie Neumannowie h. własnego
- Sapere auso - hrabiowie Konarscy h. Gryf
- Sapienter et audacter - baronowie Frenklowie h. własnego, Lascy h. własnego
- Scutum opponebat scuto - hrabiowie Potoccy h. Pilawa
- Semper candide - Cichorscy h. Prawość
- Semper honeste - Betlejowie h. Jaślin
- Semper immota fide - hrabiowie Pruszyńscy h. Rawicz
- Semper melior - baronowie Czetsch h. własnego
- Semper recte - hrabiowie Skórzewscy h. Drogosław
- Semper recte progreditur via - hrabiowie Bielińscy h. Junosza, hrabiowie Borkowscy h. Junosza
- Serviendo guberno - O'Rourke h. własnego
- Si Deus nobiscum quis contra nos - Dąbrowscy h. Dąbrowski, hrabiowie Dąbrowscy h. Dąbrowski odmienny
- Simplices sed audaces - hrabiowie Łosiowie h. Dąbrowa
- Sto rectitudine - hrabiowie Walewscy h. Kolumna
- Suaviter in modo, fortiter in re - hrabiowie Kossakowscy h. Ślepowron
- Tendit at ardua virtus - hrabiowie Rzyszczewscy h. Pobóg
- Tendite ad astra viri - hrabiowie Tarnowscy h. Leliwa
- Tegit et protegit - hrabiowie Kaszowscy h. Janina
- Terrasse – Baudouin de Courtenay
- To mniey boli - hrabiowie Zamoyscy herbu Jelita
- Triumpho morte tam vita - Alan h. własnego
- Unguibus et rostro contra hostem armati - hrabiowie Koziebrodzcy h. Jastrzębiec
- Usque ad divisionem animae - hrabiowie Orłowscy h. Lubicz
- Usque ad finem - Iwiccy h. Kuszaba
- Vaillance et loyaute - hrabiowie Krasińscy h. Ślepowron odmienny
- Victorious - O'Rourke h. własnego
- Viel Feind, viel Ehr - Rydygierowie h. własnego
- Virtute duce - baronowie Asch h. własnego
- Virtute duce, comite fortuna - Szlachtowscy h. własnego
- Virtute et labore - Czochronowie h. własnego
- Vitam impendere vero - hrabiowie Raczyńscy h. Nałęcz
- Vitam patriae, honorem nemini - hrabiowie Hutten-Czapscy h. Leliwa odmienny
- Wahr und treu - baronowie Wohlfartowie h. własnego
- Z przekonania - książęta Sanguszkowie h. Pogoń
- Z rodu cnota, z cnoty ród - hrabiowie Miączyńscy h. Suchekomnaty